# Антон Митов
 Тази статия е за художника.  За лекаря вижте Андон Митов.  
Антон Стефанов Митов е български живописец, педагог, изкуствовед, критик, историк на изкуството, обществен деец, дописен член на БАН (1918).

## Биография
Роден е на 1 април 1862 г. в Ески Заара (днес Стара Загора), в семейството на търговеца Стефан Хаджимитов.  Брат му Георги също става художник, но умира много млад. Третият брат Борис е популяризатор на идеите на дарвинизма в България, автор на учебници и директор на прогимназия.
В края на 1880 г. Антон заминава за Италия. Завършва Академията за изящни изкуства във Флоренция при проф. Джузепе Чаранфи  (1885). Гимназиален учител в Стара Загора, Пловдив, Варна и София.
Антон Митов създава и редактира заедно с Иван Мърквичка списание „Изкуство“ (1895 – 1899). През 1896 г. с Иван Мърквичка и Борис Шатц основава Държавното рисувално училище, което през 1921 г. се преименува в Държавна художествена академия. Професор по история на изкуствата, перспектива и методика на рисуването (1896 – 1927) и директор на Художествената академия (1912 – 1918 и 1924 – 1927). 
Творчеството на Антон Митов обхваща почти всички жанрове и техники на живописта. Най-значим е приносът му за създаване на следосвобожденската битова картина и на едни от първите морски пейзажи в българската живопис. Прави реалистични портрети, а също и картини със сюжети от Първата балканска война. Антон Митов, заедно с проф. Иван Мърквичка, са сред творците, изографисали „Свети Александър Невски“ (1911 – 1912). Антон Митов е автор и на мозайката под камбанарията с образа на светеца. Рисува стенописи и икони в Шипченския манастир (1902) и в Мавзолей-параклиса „Св. Георги Победоносец“ в Плевен (1905). Илюстрира (с колектив) „Под игото“ (1894, 1896) и „Нова земя“ (1896) от Иван Вазов, прави проекти за театрални костюми.
Автор е на първия български труд по история на изкуството – „Ръководство по всеобща история на изкуствата“, в осем части (1925 – 1927), а също и на много студии и статии.
Активно участва в обществено-културния и политически живот и се изявява като страстен публицист. Един от най-изявените популяризатори на изобразителното изкуство.
Един от основателите на Дружеството за поддържане на изкуството в България през 1893 г. и от организаторите на първите общи художествени изложби.
Баща е на художника Борис Митов.
Умира на 20 август 1930 г. в София.

## Известни картини
- Първи морски пейзажи в българската живопис:
  - „Варненско пристанище“ (1892)
  - „Варненски бряг“ (1894)
  - „Варненско море“ (1895; Национална художествена галерия)
- „Връщане от гроздобер“ (1893; Национална художествена галерия)
- „Пазар на грозде в Евксиноград край Варна“ (1893; Национална художествена галерия)
- „Златар на Софийския пазар“ (1898)
- „Из Софийския пазар“ (1899)
- „Група селяни на пазар в София“ (1903; Национална художествена галерия)
- „Цигани продават сита на софийския пазар“ (1904)
- „Група селянки на пазар в Силистра“ (1913; Национална художествена галерия)
- „Пазар на зеленчуци в София (Грънчарският пазар)“ (1917)
- „Майка и син на пазар за дърва в София“ (1920; Национална художествена галерия)
- „Портрет на Радул Канели“ (1898; Национална художествена галерия)
- „Портрет на Иван Мърквичка“ (1908; Национална художествена галерия)
- „Автопортрет“ (1921; Национална художествена галерия)

## Публицистика
Антон Митов се изявява и като публицист:с. 107 – 223. Още преди да замина да следва в Италия публикува първата си статия „По изящните изкуства“. Сред многото художествени критики и полемични статии в периодичния печат изпъкват неговите „Писма върху България“, които от 1890 г. започват да излизат във в. „Балканска зора“ и още десетина години във в. „Вечерна поща“, в. „Свят“, в. „Мир“, сп. „Изкуство“ под различни псевдоними (Томазино, Тонино, Арнолд). Те съдържат наблюденията му за България и българите, за политиците и демократичните нрави и пр. Друг кръг от въпроси са свързани с изящните изкуства, първите картинни изложби, музеите и паметниците на културата, Рисувалното училище. Публикува и статии и обзори като организатор на българското представяне и посетител на световните изложения в Париж, Венеция, Сейнт Луис, Мюнхен.

## Памет
Неговото име носят улици в София, Пловдив и Казанлък.